# マジカル (競走馬)
マジカル (Magical) はアイルランドの競走馬である。主な勝ち鞍は2019年・2020年のタタソールズゴールドカップ(GI)・アイリッシュチャンピオンステークス(GI)の連覇など。
母ハーフウェイトゥヘヴンは2008年の愛2000ギニー、ナッソーステークス、サンチャリオットステークスの勝ち馬。全姉ロードデンドロンは2016年フィリーズマイル、2017年オペラ賞、2018年ロッキンジステークスの勝ち馬。

## 戦績
2015年5月18日に誕生。エイダン・オブライエン厩舎から2017年7月にデビュー。2歳時は6戦してG2デビュータントステークスで1着となったが、G1は3戦して2、4、4着に終わった。
2018年は英オークスの有力馬の一角と見なされていたが、レース10日前に故障が判明し、夏場まで戦線を離脱した。秋の凱旋門賞で10着に敗れたが、次戦のブリティッシュ・チャンピオンズ・フィリーズ&メアズステークスを制し、6度目の挑戦で待望のG1初制覇。返す刀でブリーダーズカップ・ターフに遠征し、エネイブルに食らいついて3着以下を9馬身引き離したものの、3/4馬身で2着に惜敗した。　
2019年は初戦から3連勝でタタソールズゴールドカップを制し、2度目のG1制覇。次戦は牡馬相手のプリンスオブウェールズステークスに1番人気で出走したが、クリスタルオーシャンの2着となる。次戦のエクリプスステークスではエネイブルと再戦し2着。続くヨークシャーオークスは4頭立てで事実上エネイブルとの一騎打ちとなったが、壁は厚く最後は突き放され、またしても2着に終わった。愛チャンピオンステークスには1番人気で出走し、2番手から直線で抜け出してG1・3勝目を挙げた。
中1週で挑んだ凱旋門賞はライアン・ムーアがジャパンに騎乗するため、2歳8月以来となるドナカ・オブライエンが騎乗。ガイヤースが作った厳しい流れを2番手で追走し、直線入り口で一旦先頭に立ったが、そこで力尽きて5着に敗れた。そこから中1週で出走した英チャンピオンステークスを制し、G1・4勝目を挙げる。さらに中1週で引退レースとなるブリーダーズカップ・フィリー&メアターフ遠征が予定されていたが、レース5日前の10月28日の調教後に熱発し、遠征を中止してそのまま引退することになった。
11月20日になって引退を延期して僚馬のマジックワンドと共に香港カップへ参戦するプランが発表されたが、最終的には回避となった。改めて現役引退を発表すると同時に、初年度の交配相手はノーネイネヴァーとなることが明かされたが、結局今回の引退表明も撤回された。
5歳となった2020年は始動戦のプリティーポリーステークス、タタソールズゴールドカップと連勝（タタソールズゴールドカップは連覇）。続くインターナショナルステークスはG1連勝中のゴドルフィンのガイヤースの前に3馬身差の敗戦を喫したが、連覇を狙った愛チャンピオンステークスではクールモア主戦のムーアがジャパンに騎乗することを選んだ中、シェーミー・ヘファーナンの手綱でガイヤース、ジャパンとの追い比べを制した。続く英チャンピオンステークスはアデイブの3着に敗れ、連覇はならなかった。
その後は海外へと遠征に出てBCターフ2着、香港カップ3着の結果を残したのを最後に引退。2021年より繁殖牝馬となる。

### 競走成績
以下の内容は、Racing Postの情報に基づく。
| 出走日     | 競馬場             | 競走名                                      | 格 | 距離    | 着順 | 騎手           | 着差     | 1着（2着）馬       |
| ---------- | ------------------ | ------------------------------------------- | -- | ------- | ---- | -------------- | -------- | ------------------ |
| 2017.07.16 | カラ               | 未勝利                                      |    | 芝6f    | 2着  | R.ムーア       | 1/2馬身  | Dawn Delivers      |
| 0000.08.08 | コーク             | 未勝利                                      |    | 芝8f    | 1着  | D.オブライエン | アタマ   | （Mary Tudor）     |
| 0000.08.20 | カラ               | デビュータントステークス                    | G2 | 芝7f    | 1着  | D.オブライエン | 1馬身1/4 | （Happily）        |
| 0000.09.10 | カラ               | モイグレアスタッドステークス                | G1 | 芝7f    | 2着  | R.ムーア       | 短頭     | Happily            |
| 0000.10.01 | シャンティイ       | マルセルブサック賞                          | G1 | 芝8f    | 4着  | R.ムーア       | 1馬身3/4 | Wild Illusion      |
| 0000.10.13 | ニューマーケット   | フィリーズマイル                            | G1 | 芝8f    | 4着  | R.ムーア       | 3馬身3/4 | Laurens            |
| 2018.04.15 | パリロンシャン     | グロット賞                                  | G3 | 芝8f    | 4着  | R.ムーア       | 2馬身1/4 | Musis Amica        |
| 0000.07.22 | カラ               | キルボーイエステートステークス              | G2 | 芝9f    | 1着  | R.ムーア       | 2馬身3/4 | （I'm So Fancy）   |
| 0000.09.15 | レパーズタウン     | メイトロンステークス                        | G1 | 芝8f    | 4着  | R.ムーア       | 3馬身    | Laurens            |
| 0000.10.07 | パリロンシャン     | 凱旋門賞                                    | G1 | 芝12f   | 10着 | W.ローダン     | 5馬身1/4 | Enable             |
| 0000.10.20 | アスコット         | 英チャンピオンズ・フィリーズ&メアステークス | G1 | 芝12f   | 1着  | R.ムーア       | 1馬身    | （Coronet）        |
| 0000.11.03 | チャーチルダウンズ | ブリーダーズカップ・ターフ                  | G1 | 芝12f   | 2着  | R.ムーア       | 3/4馬身  | Enable             |
| 2019.04.13 | ナース             | アレッジドステークス                        | G3 | 芝10f   | 1着  | R.ムーア       | 4馬身1/2 | （Flag Of Honour） |
| 0000.05.06 | カラ               | ムーアズブリッジステークス                  | G2 | 芝10f   | 1着  | R.ムーア       | 1馬身1/2 | （Flag Of Honour） |
| 0000.05.26 | カラ               | タタソールズゴールドカップ                  | G1 | 芝10.5f | 1着  | R.ムーア       | 7馬身    | （Flag Of Honour） |
| 0000.06.19 | アスコット         | プリンスオブウェールズステークス            | G1 | 芝10f   | 2着  | R.ムーア       | 1馬身1/4 | Crystal Ocean      |
| 0000.07.06 | サンダウン         | エクリプスステークス                        | G1 | 芝10f   | 2着  | R.ムーア       | 3/4馬身  | Enable             |
| 0000.08.22 | ヨーク             | ヨークシャーオークス                        | G1 | 芝12f   | 2着  | R.ムーア       | 2馬身3/4 | Enable             |
| 0000.09.14 | レパーズタウン     | 愛チャンピオンステークス                    | G1 | 芝10f   | 1着  | R.ムーア       | 2馬身1/4 | （Magic Wand）     |
| 0000.10.06 | パリロンシャン     | 凱旋門賞                                    | G1 | 芝12f   | 5着  | D.オブライエン | 10馬身   | Waldgeist          |
| 0000.10.19 | アスコット         | 英チャンピオンステークス                    | G1 | 芝10f   | 1着  | D.オブライエン | 3/4馬身  | （Addeybb）        |
| 2020.06.28 | カラ               | プリティーポリーステークス                  | G1 | 芝10f   | 1着  | S.ヘファーナン | 4馬身1/2 | （Cayenne Pepper） |
| 0000.07.26 | カラ               | タタソールズゴールドカップ                  | G1 | 芝10.5f | 1着  | W.ローダン     | 2馬身1/4 | （Sir Dragonet）   |
| 0000.08.19 | ヨーク             | インターナショナルステークス                | G1 | 芝10.5f | 2着  | R.ムーア       | 3馬身    | Ghaiyyath          |
| 0000.09.12 | レパーズタウン     | 愛チャンピオンステークス                    | G1 | 芝10f   | 1着  | S.ヘファーナン | 3/4馬身  | （Ghaiyyath）      |
| 0000.10.17 | アスコット         | 英チャンピオンステークス                    | G1 | 芝10f   | 3着  | R.ムーア       | 2馬身3/4 | Addeybb            |
| 0000.11.07 | キーンランド       | ブリーダーズカップ・ターフ                  | G1 | 芝12f   | 2着  | R.ムーア       | 1馬身    | Tarnawa            |
| 0000.12.13 | 沙田               | 香港カップ                                  | G1 | 芝10f   | 3着  | R.ムーア       | 3/4馬身  | Normcor            |

## 繁殖成績
|      | 馬名            | 誕生年 | 毛色 | 父     | 性 | 厩舎 | 戦績   | 出典   |
| ---- | --------------- | ------ | ---- | ------ | -- | ---- | ------ | ------ |
| 初仔 | Ballet Slippers | 2022年 | 栗毛 | Dubawi | 牝 |      | 4戦1勝 | [ 16 ] |

## 血統表
| マジカルの血統                 | マジカルの血統                                                            | マジカルの血統                                                            | （血統表の出典）                                                          | （血統表の出典） |
| 父系                           | サドラーズウェルズ系                                                      | サドラーズウェルズ系                                                      | サドラーズウェルズ系                                                      | [ § 2 ]          |
| 父 Galileo 1998 鹿毛           | 父の父Sadler's Wells 1981 鹿毛                                            | Northern Dancer                                                           | Nearctic                                                                  | Nearctic         |
| 父 Galileo 1998 鹿毛           | 父の父Sadler's Wells 1981 鹿毛                                            | Northern Dancer                                                           | Natalma                                                                   |                  |
| 父 Galileo 1998 鹿毛           | 父の父Sadler's Wells 1981 鹿毛                                            | Fairy Bridge                                                              | Bold Reason                                                               | Bold Reason      |
| 父 Galileo 1998 鹿毛           | 父の父Sadler's Wells 1981 鹿毛                                            | Fairy Bridge                                                              | Special                                                                   |                  |
| 父 Galileo 1998 鹿毛           | 父の母Urban Sea 1989 栗毛                                                 | Miswaki                                                                   | Mr. Prospector                                                            | Mr. Prospector   |
| 父 Galileo 1998 鹿毛           | 父の母Urban Sea 1989 栗毛                                                 | Miswaki                                                                   | Hopespringseternal                                                        |                  |
| 父 Galileo 1998 鹿毛           | 父の母Urban Sea 1989 栗毛                                                 | Allegretta                                                                | Lombard                                                                   | Lombard          |
| 父 Galileo 1998 鹿毛           | 父の母Urban Sea 1989 栗毛                                                 | Allegretta                                                                | Anatevka                                                                  |                  |
| 母 Halfway to Heaven 2005 鹿毛 | 母の父Pivotal 1993 栗毛                                                   | Polar Falcon                                                              | Nureyev                                                                   | Nureyev          |
| 母 Halfway to Heaven 2005 鹿毛 | 母の父Pivotal 1993 栗毛                                                   | Polar Falcon                                                              | Marie d'Argonne                                                           |                  |
| 母 Halfway to Heaven 2005 鹿毛 | 母の父Pivotal 1993 栗毛                                                   | Fearless Revival                                                          | Cozzene                                                                   | Cozzene          |
| 母 Halfway to Heaven 2005 鹿毛 | 母の父Pivotal 1993 栗毛                                                   | Fearless Revival                                                          | Stufida                                                                   |                  |
| 母 Halfway to Heaven 2005 鹿毛 | 母の母Cassandra Go 1996 芦毛                                              | Indian Ridge                                                              | Ahonoora                                                                  | Ahonoora         |
| 母 Halfway to Heaven 2005 鹿毛 | 母の母Cassandra Go 1996 芦毛                                              | Indian Ridge                                                              | Hillbrow                                                                  |                  |
| 母 Halfway to Heaven 2005 鹿毛 | 母の母Cassandra Go 1996 芦毛                                              | Rahaam                                                                    | *セクレト                                                                 | *セクレト        |
| 母 Halfway to Heaven 2005 鹿毛 | 母の母Cassandra Go 1996 芦毛                                              | Rahaam                                                                    | Fager's Glory                                                             |                  |
| 母系(F-No.)                    | 3号族(FN:3-d)                                                             | 3号族(FN:3-d)                                                             | 3号族(FN:3-d)                                                             | [ § 3 ]          |
| 5代内の近親交配                | Northern Dancer3×5×5＝18.75％、Special4×5＝9.38%、Mr. Prospector4×5=9.38% | Northern Dancer3×5×5＝18.75％、Special4×5＝9.38%、Mr. Prospector4×5=9.38% | Northern Dancer3×5×5＝18.75％、Special4×5＝9.38%、Mr. Prospector4×5=9.38% | [ § 4 ]          |
| 出典                           | 1. 2. 3. 4.                                                               | 1. 2. 3. 4.                                                               | 1. 2. 3. 4.                                                               | 1. 2. 3. 4.      |

- 2代母Cassandra Goは2001年のキングズスタンドステークスなど5ハロンの重賞を3勝[17]。
- 4代母Fager's Gloryを祖とする牝系にはPhoto Call[18]（2015年ロデオドライブステークス・2016年ファーストレディステークス）、Cross Counter[19]（2018年メルボルンカップ）など。日本ではヌーヴォレコルト（2014年優駿牝馬）が同馬を3代母に、ミューチャリー[20]（2021年JBCクラシック）が同馬を4代母にもつ近親にあたる。
- そのほかの近親はネイティヴストリート#ファーガーズグローリー系を参照。